# Kepler-445d
Kepler-445d es el primer exoplaneta descubierto en torno a la estrella Kepler-445, en la constelación de Cygnus, a 293,5 años luz de la Tierra. Su confirmación se publicó en 2015, después de que el Telescopio Espacial Kepler detectase varios tránsitos del objeto frente a su estrella. Su radio, de 1,25 R⊕, está muy por debajo del límite establecido por los expertos que marca la separación entre los cuerpos terrestres de los gaseosos. Por tanto, es probable que se trate de un planeta telúrico.
Los dos otros exoplanetas encontrados alrededor de la estrella Kepler-445 son Kepler-445b y Kepler-445c. Los tres tienen órbitas próximas a la pequeña estrella y, por tanto, es probable que sus temperaturas sean lo bastante altas como para descartar la presencia de vida.

## Características
Kepler-445 es una enana roja de tipo M4V, con una masa de 0,18 M☉ y un radio de 0,21 R☉. Su metalicidad (0,27) es parecida a la del Sol aunque algo mayor, lo que indica una relativa abundancia de elementos pesados (es decir, todos excepto el hidrógeno y el helio). Partiendo de que el límite de acoplamiento de marea de las estrellas de esta clase suele rebasar el confín externo zona habitable y que ninguno de los exoplanetas encontrados en el sistema supera su borde interno, es muy probable que la rotación de cada uno de ellos esté sincronizada con sus órbitas y que, por tanto, cuenten con un hemisferio diurno y otro nocturno. La distancia entre Kepler-445d y su estrella es de 0,04 UA o unos seis millones de kilómetros según el PHL, 25 veces menos que la distancia entre la Tierra del Sol.
El radio del exoplaneta es de 1,25 R⊕, por debajo del límite de 1,6 R⊕ que separa a los planetas telúricos de los de tipo minineptuno. El objeto también ha sido confirmado por velocidad radial, lo que ha permitido situar su masa en unas 3,50 M⊕, lo que supondría una gravedad un 122 % mayor que la terrestre. El Laboratorio de Habitabilidad Planetaria de la UPRA, considerando la densidad del objeto, ha asignado un HZC de -0,72. Así pues, la concentración de metales de Kepler-445d parece ser mucho mayor que la de cualquier objeto del sistema solar, casi de hierro puro.
La temperatura de equilibrio de Kepler-445d, calculada a partir de su localización en el sistema y la luminosidad de su estrella, es de 28,35 °C. Si su atmósfera y albedo son similares a los de la Tierra, su temperatura media superficial sería de unos 70 °C. Sin embargo, es probable que por la proximidad respecto a su estrella, la consecuente pérdida de agua, el anclaje por marea y la mayor actividad volcánica —a consecuencia de su masa y ubicación en el sistema—; sufra un efecto invernadero descontrolado que aumente significativamente sus temperaturas. En Venus, que proporcionalmente orbita a una distancia muy superior a la de Kepler-445d, la diferencia entre la temperatura de equilibrio y la temperatura media en la superficie es de casi 500 °C. Por el contrario, si su efecto invernadero es similar o inferior al de la Tierra y si su composición atmosférica lo permite, podría ser un termoplaneta.

## Sistema
Kepler-445d es el tercer exoplaneta confirmado en el sistema Kepler-445. Poco antes se descubrieron Kepler-445b y Kepler-445c. Todos orbitan a distancias muy próximas entre sí y respecto a su estrella. Kepler-445b completa una órbita alrededor de su astro cada 2,98 días, Kepler-445c cada 4,87 y Kepler-445d cada 8,15. Durante la distancia mínima de intersección orbital, la separación entre Kepler-445c y Kepler-445d llega a ser de entre uno y dos millones de kilómetros, unas cuatro veces más que la distancia entre la Tierra y la Luna.